# Brian Cherney
Brian Cherney CM (* 4. September 1942 in Peterborough/Ontario) ist ein kanadischer Komponist.

## Leben und Wirken
Cherney studierte von 1960 bis 1963 am Royal Conservatory of Music Klavier bei Margaret Miller Brown und Jacques Abram und Komposition bei Samuel Dolin, danach an der University of Toronto Komposition bei John Weinzweig. Zwischen 1966 und 1969 besuchte er bei den Darmstädter Ferienkursen Kurse von György Ligeti, Karlheinz Stockhausen und Mauricio Kagel.
Von 1971 bis 1972 unterrichtete Cherney Musiktheorie und Komposition an der University of Victoria, danach an der Musikfakultät der McGill University. 1975 veröffentlichte er eine Monographie über den Komponisten Harry Somers.
Cherney komponierte seit 1960 mehr als neunzig Werke, darunter Orchestermusik, Konzerte, Kammermusik und Stücke für Soloinstrumente. Mit einem von der CBC in Auftrag gegebenen Streichtrio erhielt er beim International Rostrum of Composers 1979 in Paris den ersten Preis. Für das Werk River of Fire für Oboe d’amore und Harfe erhielt er 1984 den Jules-Léger-Preis für neue Kammermusik.
Cherneys Bruder ist der Oboist Lawrence Cherney.

## Werke
- Quintet für Altsaxophon und Streichquartett, 1962
- Two songs (nach Rilke) für Sopran und Kammerorchester, 1963
- Concerto für Violine und Orchester, 1964
- Interlude and Variations für Bläserquintett, 1965
- Suite für Viola und Klavier, 1965
- Woodwind Quintet, 1965
- Six Miniatures for Piano, 1965
- Sonata für Klavier, 1966
- String Quartet, 1966
- Variations for Orchestra, 1967
- Jest für Klavier, 1967
- Intervals, Shapes, Patterns für Klavier, 1968
- Pieces for Young Pianists, 1968
- Six Miniatures für Oboe und Streicher, 1968
- Mobile II für Cello, 1968
- Kontakion: 'Quiet Music for Eleven Players für Bläserquintett, Streichquartett, Kontrabass und Klavier, 1969
- Mobile IV für Sopran und Kammerensemble, 1969
- String Quartet, 1970
- Seven Images for 22 Players, 1971
- Elegy for a Misty Afternoon für Klavier, 1971
- Eclipse für Sopran, Flöte und Klavier, 1972
- Notturno für Bläserquintett und Klavier, 1974
- Chamber Concerto for Viola and Ten Players, 1975
- Tangents I für Cello und Tonband, 1975
- Tangents II für Oboe und Tonband, 1975–76
- String Trio, 1976
- Mémoires, reflets et rêves d’ailleurs … für Klavier, 1977–79
- Group Portrait – with Piano, 1978
- Seven Miniatures in the Form of a Mobile, 1978
- Études für Oboe solo, 1979
- The Garden of Earthly Delights, 1979
- Trois petites pièces desséchées … en forme de sandwich für Viola und Klavier, 1979
- Triolet für Flöte, Harfe und Fagott, 1980
- Adieux …, 1980
- Playing For Time für Oboe, Schlagzeug und Klavier, 1981
- Beyond the Seventh Palace für Viola und Schlagzeug, 1982
- In the Stillness Between … für Blasorchester, 1982
- Gan Eden für Violine und Klavier, 1983
- River of Fire für Oboe d’amore und Cembalo, 1983
- In the Stillness of the Seventh Autumn für Klavier, 1983
- Gothic Scenes and Interludes für Orgel, 1983–87
- Into the Distant Stillness …, 1984
- String Quartet, 1985
- Accord für Oboe und Cello, 1985
- Epitaph für Englischhorn, 1986
- InStillness Ascending für Viola und Klavier, 1986
- In the Stillness of the Summer Wind für Oboe und Streichquartett, 1987
- Illuminations für Streichorchester, 1987
- Dunkle Stimmen … am Rande der Nacht für Viola, Cello und Kontrabass, 1988
- Le Fil d'Ariane für Gitarre und Schlagzeug, 1988
- Shekhinah für Viola, 1988
- Déploration für Cembalo, 1988
- Six Miniatures for Oboe and Piano, 1989
- Final Furnishings für Oboe und Orchester, 1989
- Transfiguration, 1990
- Doppelgänger für zwei Flöten, 1991
- Quelques fois, à l’ombre de la nuit … au lointain … für Klavier, 1991–92
- In the Stillness of September 1942, 1992
- Doppelgänger – version pour flûte seule, 1992
- In the Stillness of Eden für Violine, 1992
- Le dernier cri für Trompete, 1992
- The Return of Ulysses für Altsaxophon, 1992
- Music for a Solitary Cellist, 1993
- Like Ghosts from an Enchanter Fleeing für Cello und Klavier, 1993
- Die Klingende Zeit, 1993–94
- String Quartet No. 4, 1994
- In the Great Museum of our Memory für Bassoboe und Bassklarinette, 1994
- In the Great Museum of our Memory für Bassoboe, 1994
- Et la solitude dérive au fil des fleuves … für Orchester, 1995
- Tombeau, sieben Stücke für Klavier, 1996
- Echoes in the Memory für Klarinette, Cello und Klavier, 1997
- Jam for Frances für Posaune, 1997
- Entendre marcher un ange … für Flöte und Schlagzeug, 1998
- Qui entendrait le cri d’un ange dans les ténèbres? für Klarinette, Ondes Martenot und Cello, 1998
- Incantation für Flöte, 1999
- Quelques pensées sur le 300e anniversaire du voloncelle Carlo Tonini d’Antonio Lysy … für Cello, 2003
- Three Songs to texts by Paul Celan für Sopran und Klavier, 2007